# WhatsApp
WhatsApp(왓츠앱)은 메타가 운영하는 인스턴트 메신저의 한 종류로, 윈도폰 7, 심비안 OS, 블랙베리, 안드로이드, iOS에서 지원된다. 2009년 얀 코움(Jan Koum)과 브라이언 액턴(Brian Acton)이 공동 창업했고, 2014년 2월 19일 페이스북에 약 200억 달러에 인수되었다. 2016년 2월 전 세계 사용자 수가 10억명을 돌파했다.

## 보안 및 개인정보 보호
2022년 초, 샌디에이고에 본사를 둔 스타트업 볼렌드가 2017년 설립 이후 어느 시점에 WhatsApp의 암호화를 뚫는 도구를 개발하여 사용자 데이터에 접근할 수 있었다는 보도가 있었다. 이 취약점은 2021년 1월에 패치된 것으로 알려졌다. 볼렌드는 페이스북의 저명한 투자자인 피터 틸이 부분적으로 자금을 투자했다.
2022년 9월, WhatsApp의 Android용 영상 통화 기능에서 심각한 보안 문제가 보고되었다. 정수 오버플로 오류로 인해 두 WhatsApp 사용자 간의 영상 통화가 성립되면 공격자가 피해자의 앱을 완전히 제어할 수 있게 되었다. H는 데이터 유출로 인해 약 5억 개의 사용자 기록이 판매되었다. 이 문제는 공식적으로 보고된 당일에 수정되었다.

## 같이 보기
- 인스타그램